# Ошурково (Калининский район)
Ошу́рково — деревня в Калининском районе Тверской области. Относится к Эммаусскому сельскому поселению.

## География
Село находится у небольшой речки.
Географическое положение
Расположена к юго-западу от Твери.
Ближайшие населенные пункты
Мятлево.

## Население
| 2008 | 2010 |
| ---- | ---- |
| 24   | ↘11  |

В 1997 году — 7 хозяйств, 10 жителей. По данным на 2008 год население деревни составило 24 человека.

## Известные жители
30 августа 1655 года в селе Ощурково Тверского уезда, в своем имении скончался боярин князь Иван Андреевич Голицын.

## Транспорт
Автодорога местного значения. Выезд на автомагистраль М10 «Россия».
1. 1 2  Всероссийская перепись населения 2010 года. Населённые пункты Тверской области